# Fljótshlíð

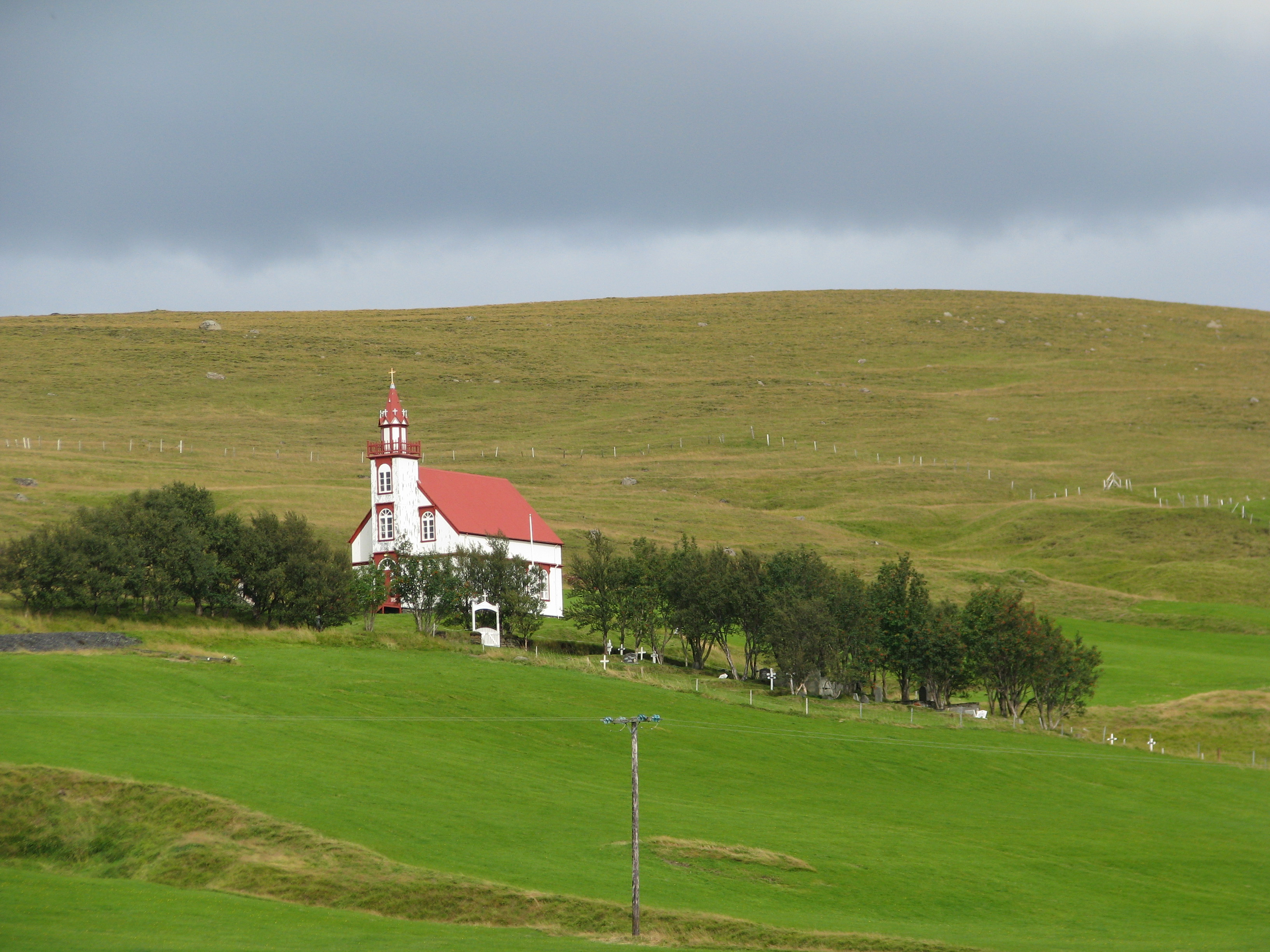
Kyrkan i Hlíðarendi i Fljótshlíð

Fljótshlíð (översatt till svenska: Flodlid) är en småort i kommunen Rangárþing eystra i Suðurland i Island. Tidigare fanns en landskommun med det namnet (Fljótshlíðarhreppur). Sedan 2002 ingår den i Rangárþing eystra.
Fljótshlíð ligger öster om orten Hvolsvöllur och norr om älvarna Þverá och Markarfljót. Den bäst bevarade förhistoriska skogen Drumbabót ligger vid Þverá nära Fljótshlíð. Den begravdes när den närliggande Vulkanen Katla' Isands mest aktiva vulkaniska system, fick ett utbrott.
Området är känt från Njáls saga. Här fanns Gunnar Hámundarsons gård Hlíðarendi.
Poeten Tómas Sæmundsson (1807–1841), som ingick i den isländska gruppen av intellektuella, Fjölnismenn, blev präst i Breiðabólsstaður i Fljótshlíð 1835, efter att ha gjort resor i Europa 1832–1834.
Fljótshlíð evakuerades på grund av Eyjafjallajökulls utbrott 2010.
I Fljótshlíð har bandet Retro Stefson gjort en videofilm från konsertserien 'Inspired by Iceland' konsertserie.
Åtskilliga markområden i Fljótshlíð ägs nu helt eller delvis av förmögna människor från huvudstadsområdet, av vilka en del bor där året runt, medan andra bara bor där på helger. De flesta av dessa marker är traditionellt brukade, även om vissa har hästar. Nu finns det närmare tvåhundra sommarhus i Fljótshlíð.

## Bildgalleri

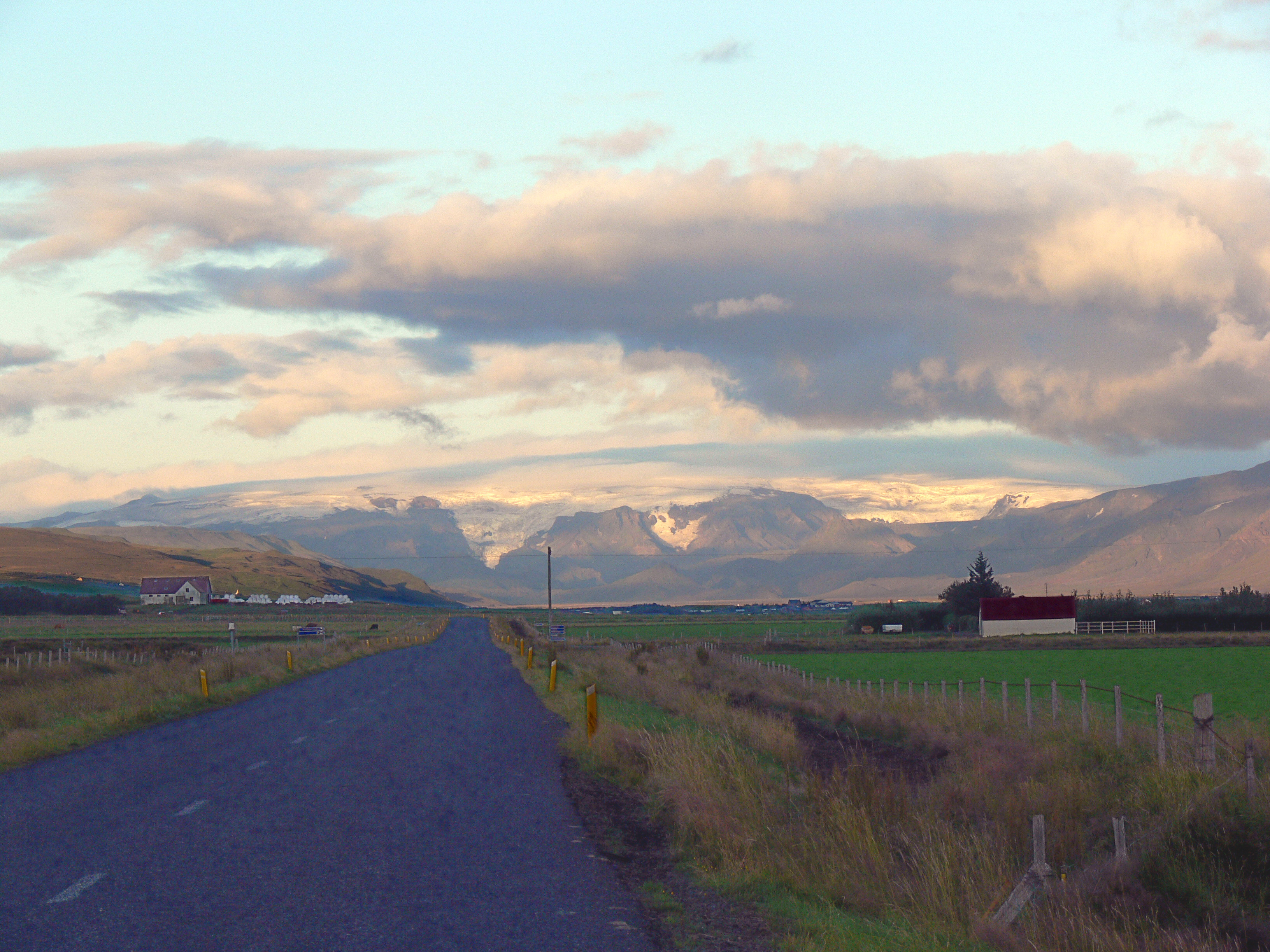
Fljótshlíð mot Eyjafjallajökull och Mýrdalsjökull
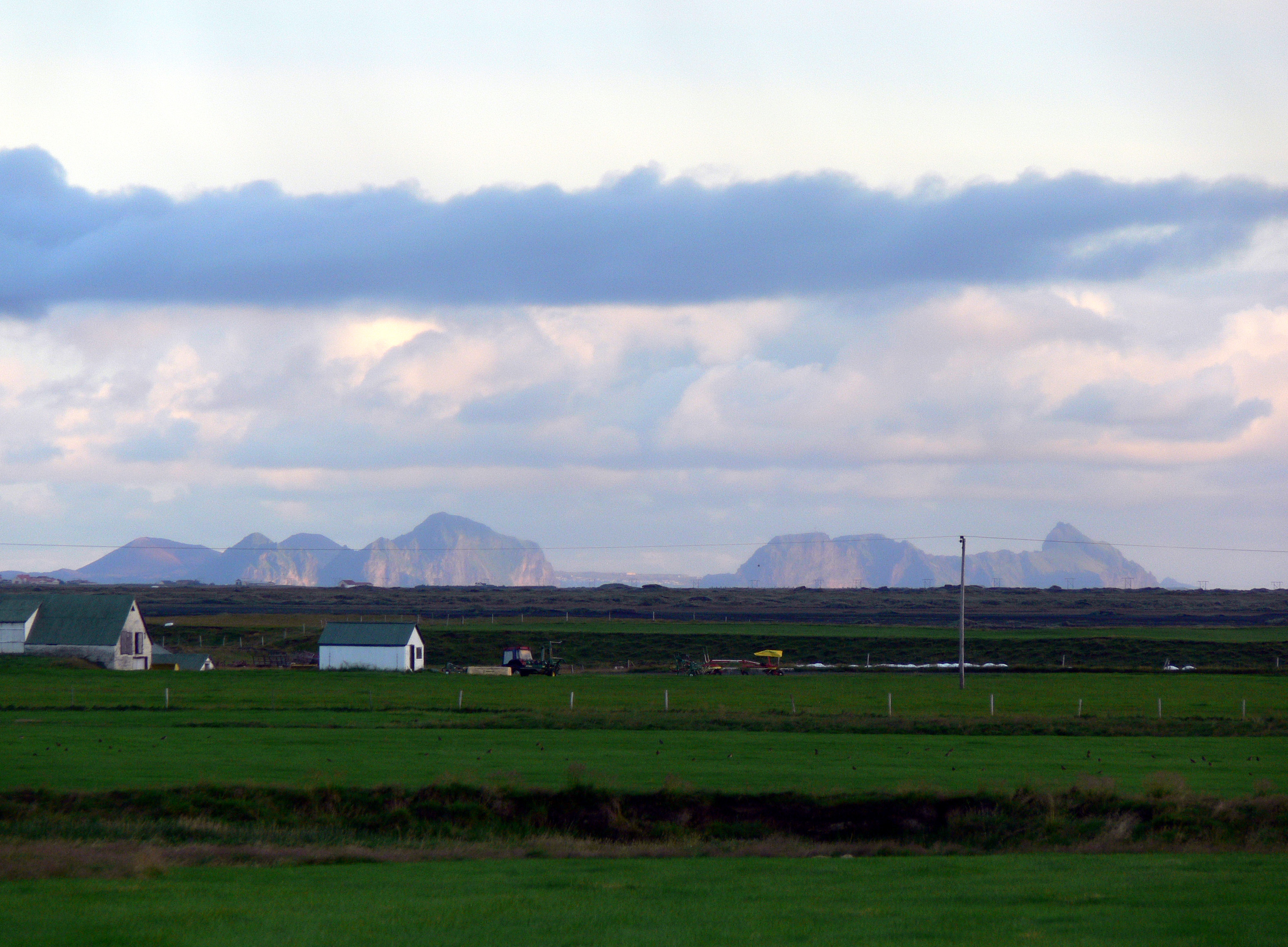
Västmannaöarna sedda från Fljótshlíð
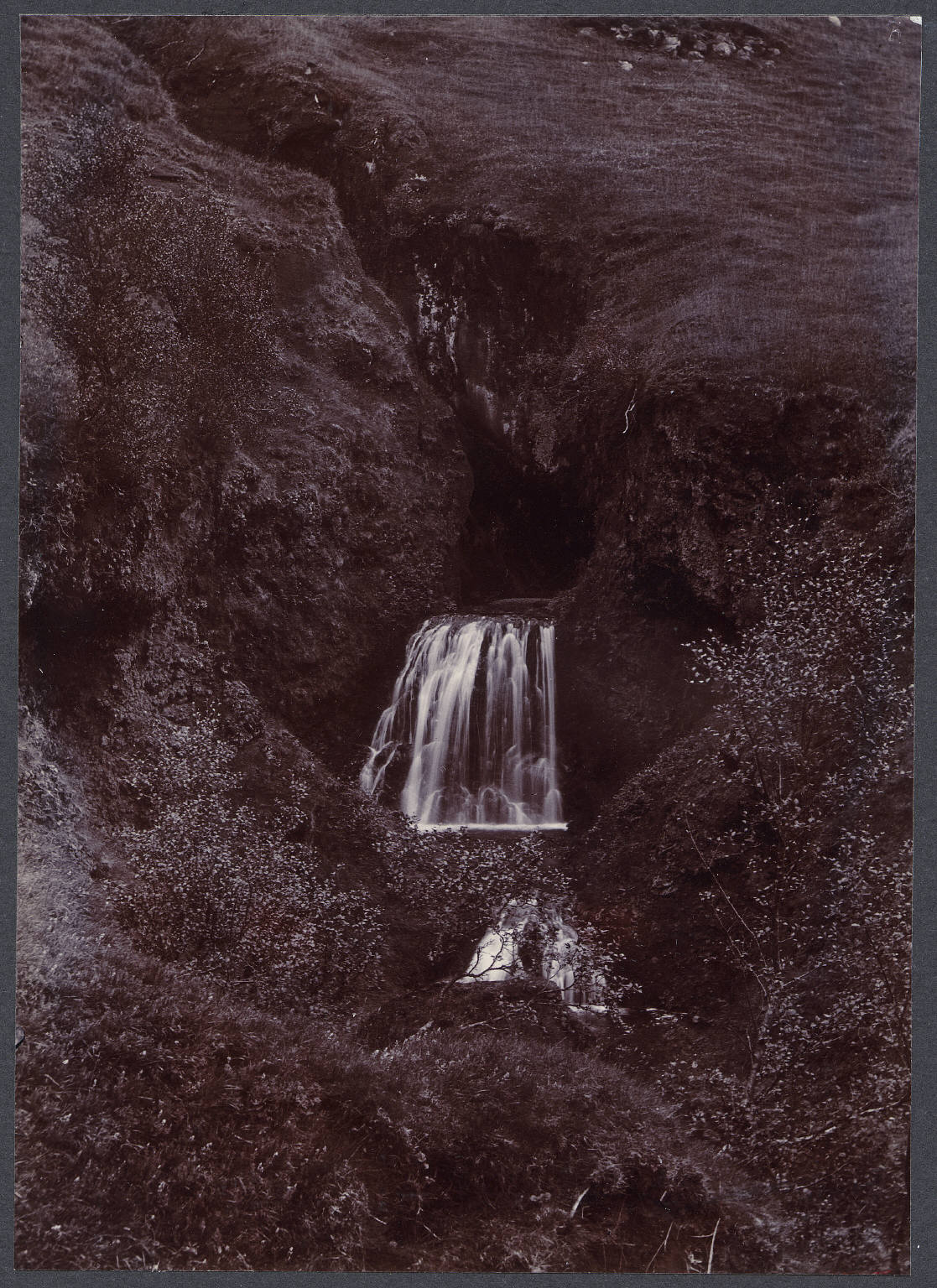
Ravinen vid Barkarstaðir
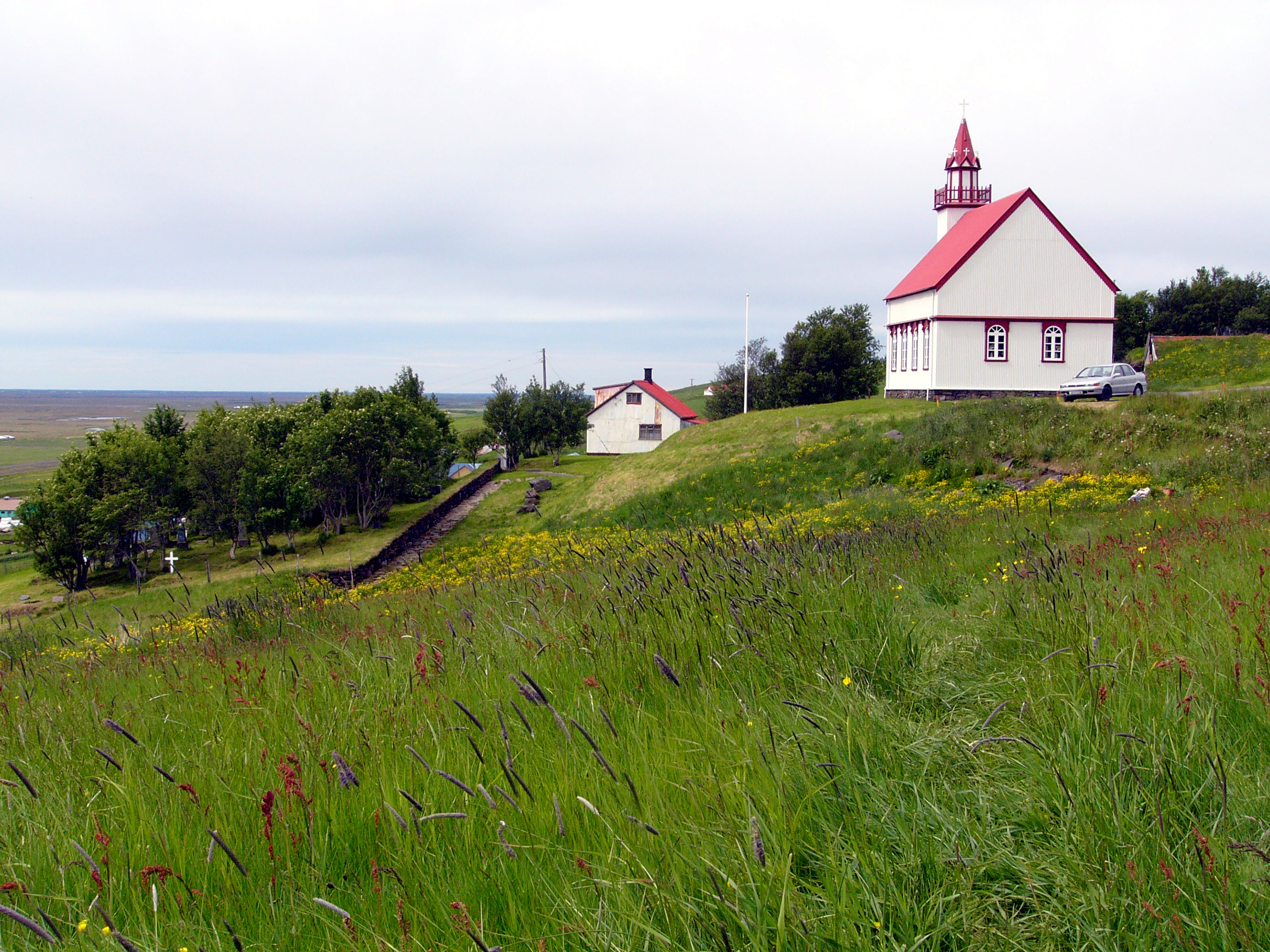
Hlíðarendi kyrka
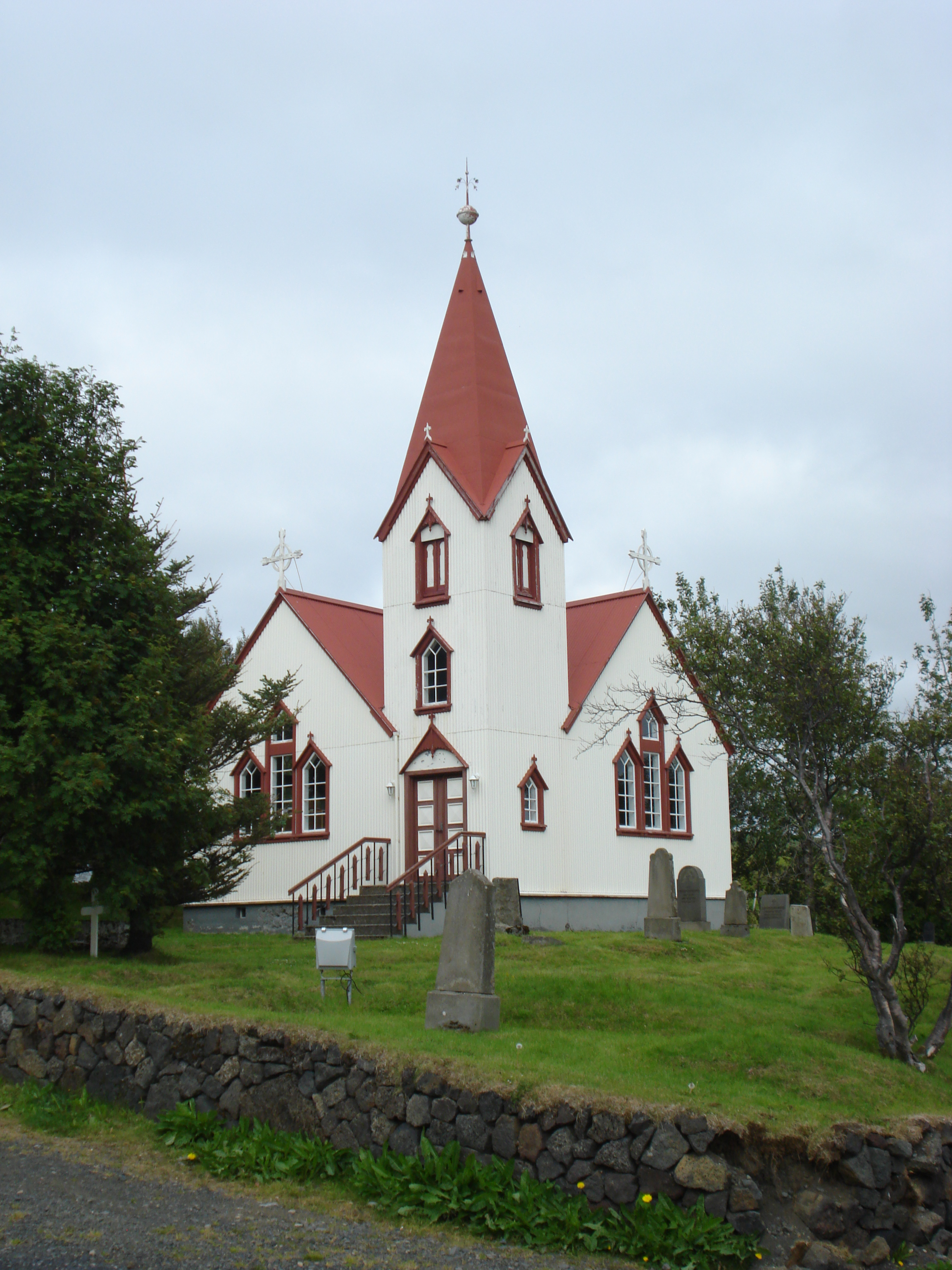
Breiðabólsstaðurs kyrka